# Elvira Rodriguez Puerto
Elvira Rodriguez Puerto (* 1964 in Havanna) ist eine kubanische Autorin, Fotografie-, Film- und Performancekünstlerin, die in München lebt.

## Leben und Werk
Elvira Rodriguez Puerto erhielt 1987 einen Abschluss in Rechtswissenschaften der Universität von Havanna. Ihre künstlerische Ausbildung erhielt sie über eine Reihe von Workshops in Kuba und Deutschland. 2002 gründete sie in Kuba das Hip-Hop Magazin MOVIEMENTO. Im gleichen Jahr übernahm sie die Hauptverantwortung für das Open Art Projekt En Mi Habana Calle, das 2003 in Havanna und 2004 in Köln gezeigt wurde. Ebenfalls seit 2002 agiert sie als Filmproduzentin und -regisseurin. Seit 2003 lebt sie in Deutschland, wo sie im gleichen Jahr am ersten Talent Campus der
Berlinale teilnahm. 2009 bis 2015 kuratierte sie das Internationale kubanische Filmfestival FICCU in München.

## Literarische Veröffentlichungen
- Ganz in Weiß. tim, Augsburg 2014
- Estrategias de una mujer madura, Kurzgeschichten. Edition Hispano America, Bd. 6. Lagrev, München 2005, ISBN 3-929879-35-2
- Galenas, Gedichte. Editorial Letras Cubanas 2003
- La Fuente en la Casa del Cuento, Kurzgeschichten. Ediciones Extramuros. Havanna 2002
- Deseos Líquidos, Kurzgeschichten. Casa Editorial Abril. Havanna 1998
- Fragmentos para Armar D’Katherine, Gedichte. Editorial Letras Cubanas. Havanna 1997

## Veröffentlichungen Fotografie
- 1010 Parchment Brides, Fotografie. Aumüller Verlag, Regensburg 2011

## Filme

### Regie
- 2011 1010 Parchment Brides, Videoinstallation
- 2010 München, schau wie ich dich liebe, Dokumentarfilm
- 2010 Comiendo Katibías, Videoinstallation
- 2010 Herzlich Willkommen, Videoinstallation
- 2009 Rot, Videoinstallation
- 2008 Kolando Kuba, Videoinstallation
- 2006 Cuba Performances, Dokumentarfilm
- 2005 Blumen. Schärfe. Post. Schuhe-Marathon. Schopinga, Videoinstallationen
- 2003 Anna Claras Lunas, Videoinstallation
- 2002 Mimesis, Dokumentarfilm

### Produktion
- 2010 München, schau wie ich dich liebe, Dokumentarfilm
- 2005 The Grandmothers of the Revolution, Dokumentarfilm von Petra Seliskar und Brand Ferro
- 2004 Short Radiography of Hip Hop in Cuba, Dokumentarfilm von Ricardo Bacallao
- 2002 Paraíso, Dokumentarfilm von Alina Teodorescu und Sorin Dragoi
- 2002 Kurzfilmprojekt mit Doris Dörrie und Studenten der Hochschule für Fernsehen und Film München und des Instituto Superior de Arte in Kuba

## Ausstellungen
- 2014 Ganz in Weiß, tim – Staatliches Textil- und Industriemuseum, Augsburg
- 2012 Kuleando, Living Sprachen. München
- 2011 1010 Pergamentbräute, Photo and video installation, Bayern Forum. Munich
- 2009 BODY & COPY, Internationale Copy Art Exhibition. Kuratiert von Silvio de Gracia. Bienal de La Habana, Academia Nacional de Bellas Artes de San Alejandro. Havanna
- 2005 Full House, Stiftung Künstlerdorf Schöppingen
- 2005 Weg der Collage, Literaturhaus Darmstadt
- 2004 En mi Habana Calle, Gemeinschaftsausstellung, Heinrich-Böll-Haus
- 2004 There is only one way to survive, Roter Salon, Volksbühne. Berlin
- 2003 En mi Habana Calle, Gemeinschaftsausstellung, Havanna
- 2002 En mi Habana Calle, Gemeinschaftsausstellung, Havanna
- 2001 I. Exhibition of Hip-Hop photography in Cuba, La Madriguera. Havanna

## Auszeichnungen und Stipendien
- 2006 Stipendium der Stiftung Künstlerdorf Schöppingen
- 2005 Elsbeth Wolffheim Stipendium
- 2004 Stipendium im Heinrich-Böll-Haus
- 2003 Teilnahme am ersten Talent Campus der Berlinale
- 2003 Stipendium im Künstlerhaus Villa Waldberta
- 2000 Internationaler Poesiepreis Nosside-Caribe in Italien
- 1999 Stipendium im Künstlerhaus Villa Waldberta
- 1998 Ehrenhafte Erwähnung beim Fotografie-Marathon der Azoren
- 1998 Nationaler Preis Calendario der AHS Havanna für das Buch Deseos Líquidos
- 1997 Nationaler Lyrikpreis Pinos Nuevos des Instituto Cubano del Libro, Havanna für Fragmentos para armar D’Katherine Instituto Cubano del Libro. Havana